# تكنزة اكنتار (تمروت)
تكنزة اكنتار هو دُوَّار يقع بجماعة إرحالن، إقليم شيشاوة، جهة مراكش آسفي في المملكة المغربية. ينتمي الدوّار لمشيخة تمروت التي تضم 6 دواوير. يقدر عدد سكانه بـ 682 نسمة حسب الإحصاء الرسمي للسكان والسكنى لسنة 2004.

## روابط خارجية
- البوابة الوطنية للجماعات الترابية نسخة محفوظة 12 مارس 2018 على موقع واي باك مشين.
- المندوبية السامية للتخطيط